# Filon från Byblos
Filon från Byblos eller Herennios Filon, född omkring år 50, död ca 140, var en grekisk historiker. Han skrev på grekiska, huvudsakligen om fenicisk historia. 
Filons verk finns inte bevarade, men bitar finns citerade i andras verk såsom Eusebios av Caesareas. Filon är mest känd för sin sammanfattade och bearbetade version av Sanchuniathons (eller Sankuniatons) verk, som skrevs på feniciska. Från Sanchuniathon via Filon och Eusebios finns, om Filons uppgifter är korrekta, en fenicisk skildring av hur gudar skapas ur varandra (en teogoni) som liknar skapelsemyter från Främre orienten.